# Hemspråk
Hemspråk, det språk eller de språk som talas i hemmiljö, när detta skiljer sig från det språk som i huvudsak talas ute i samhället. Termen användes i det svenska utbildningsväsendet från 1968 (då hemspråksundervisning infördes) fram till 1996, då regeringen beslutade att begreppet skulle ändras till "modersmål" for att "lyfta fram betydelsen av undervisningen och markera att denna måste kunna genomföras som annan språkundervisning i skolan. Därför används idag termen modersmålsundervisning istället för hemspråksundervisning. Termen exkluderar dock undervisning i svenska språket, vilket vållar en hel del förvirring, eftersom svenska språket givetvis är modersmål för majoriteten av eleverna och "modersmålsundervisning" tidigare betytt undervisning i svenska. Begreppen "hemspråk" och "hemspråksundervisning" används dock fortfarande flitigt, både i tidningar och i daglig konversation, eftersom det på ett enkelt sätt kan särskilja undervisningen i minoritetsspråk och invandrarspråk från undervisningen i svenska.
Hemspråksundervisning har varit en omstridd fråga sedan den infördes. Argument mot hemspråksundervisning har spänt över ett vitt fält, bland annat oro för hur barnen skall kunna tillägna sig god svenska om de lägger en del uppmärksamhet på ett annat språk, samt till ifrågasättande om verksamheten verkligen är nödvändig för många av de elever den riktar sig till. Bland kritikerna finns Lärarnas riksförbund, som sagt att det inte är övertygat om att påståendet att "goda språkkunskaper på sitt hemspråk främjar skolframgång" alltid gäller och definitivt inte om det sker på bekostnad av undervisningen i svenska, vissa sfi-lärare samt Ebba Witt-Brattström, professor i litteraturvetenskap, som menar att invandrarbarn skulle vinna mer på förstärkt undervisning i svenska i stället för hemspråksundervisning.
Enligt Skolverket var det under läsåret 2018/2019 59% av de elever som hade rätt till modersmålsundervisning i Sverige som deltog i modersmålsundervisning.

## Danmark
En undersökning gjord av kommunernas forskningsenhet i Danmark kunde dock inte se att hemspråksundervisningen lett till förbättring i resultaten för matematik och naturkunskap. Som en följd av detta beslutade Köpenhamns kommun att lägga ner sin hemspråksundervisningen i mars 2006. Övriga danska kommuner hade redan dessförinnan lagt ner sin hemspråksundervisning.